# Hate Me (песня Blue October)
«Hate Me» — первый сингл группы Blue October, вышедший в поддержку альбома Foiled, увидевшего свет в 2006 году. Именно эта песня стала наиболее успешной за время существования группы, принеся Blue October немало поклонников как в США, так и в Европе.
Изначально песня писалась о бывшей девушке Джастина Фёрстенфелда и планировалась как песня-прощание. Однажды, когда он работал над песней, ему на автоответчик оставила сообщение его мама и он понял, что на самом деле следовало бы извиниться перед гораздо большим числом людей. Так эта песня превратилась в извинение перед всеми, кому Джастин доставил неудобства в то время, как у него были личные проблемы. В особенности, конечно, это мама и бывшая девушка, однако список гораздо длиннее. Это сообщение мамы можно услышать в начале песни.
Для клипа режиссёр Кевин Керслэйк предложил своё видение песни — «поздно извиняться, мамы больше нет…». Однако, мама братьев Ферстенфелдов, снявшаяся в видео, жива, поэтому клип завершается сценой, где Джастин с ней сидит за столиком в кафе. Эта сцена словно луч света в конце печального видео.
Существует несколько версий сингла, выпущенных в разных странах. В США сингл «Hate Me» вышел лишь в качестве промодиска. Коммерческий релиз состоялся в Великобритании и Австралии.
Наивысшим достижением сингла в чартах стала 2 позиция в чарте «Modern Rock» журнала Billboard. В 2007 году клип на песню был номинирован на лучшее иностранное видео в церемонии «MuchMusic Video Award». Кроме того, песня получила награду «ASCAP» в 2007 году.

## Список композиций сингла, выпущенного в США
1. Hate Me
2. Hate Me (радио версия)

## Список композиций сингла, выпущенного в Европе
1. Hate Me
2. Hate Me (акустика)
3. Independently Happy (концертная запись)
4. Hate Me (клип)

## Список композиций сингла, выпущенного в Австралии
1. Hate Me
2. Hate Me (акустика)
3. Calling You
4. Independently Happy (концертная запись)

## Charts
| Chart (2006)                     | Peak position |
| -------------------------------- | ------------- |
| U.S. Modern Rock Tracks          | 2             |
| Canadian Hits Chart              | 6             |
| Canadian Digital Singles         | 9             |
| U.S. Adult Top 40                | 13            |
| U.S. Top 40 Mainstream           | 17            |
| «Хит-Парад Двух Столиц», MAXIMUM | 19            |
| U.S. Mainstream Rock Tracks      | 21            |
| U.S. Pop 100                     | 29            |
| U.S. Billboard Hot 100           | 31            |

## Участники записи
- Джастин Фёрстенфелд — стихи, вокал, гитара, продюсер
- Райан Делахуси — скрипка, мандолина
- Джереми Фёрстенфелд — барабаны
- Си Би Хадсон — гитара
- Мэтт Новески — бас-гитара